# Антони Траянов
Антони Кирилов Траянов (Чичо Тони) (1938 – 2013) е български художник, аниматор, сценарист и режисьор, известен с работата си над рубриката Лека нощ, деца на Българската национална телевизия, както и в тандем с Доньо Донев над „Тримата глупаци“, „Умно село“ и др. Преди 1989 г. носи името Антон Траянов. 

## Биография
Траянов е роден на 25 януари 1938 г. в София. Завършва гимназия в София през 1956 г. и през 1956 – 1957 следва графика в Художествената академия в Белград, СФРЮ. От 1958 до 1990 г. работи с прекъсвания в Отдела за мултипликационни филми на Киноцентъра в Бояна и в Студията за анимационни филми „София“. Бил е преподавател по анимация във ВИТИЗ (НАТФИЗ) и Нов български университет (дисциплини „Въведение във визуалните изкуства“ и „Класическа анимация“). Преди 1989 година е заставен да носи името Антон, за да не звучи името му италиански. За период от три години между 1976 и 1980, след обтягане на отношенията му с Доньо Донев и с ръководството на студията за анимационни филми, е уволнен дисциплинарно и работи като строител.
Антони Траянов умира на 25 февруари 2013 година. Траянов има дъщеря и син. Валентина Траянова, пърформанс артист, живее във Франция. Синът му – Кирил Траянов, е шампион по екстремно каране на кънки, живее в България.

## Филмография
Анимационният стил на Траянов е характерен с непрекъснатата си визуална динамика. Редица анимационни филми по които той работи са удостоени с международни награди. Сред тях са „Маргаритката“, „Басня“, „Веселяци“, поредицата „Тримата глупаци“, „Умно село“, и др.
| заглавие                                  | година |
| ----------------------------------------- | ------ |
| Маргаритката                              | 1965   |
| Недовършеният                             | 1966   |
| Пътешествие в космоса                     | 1966   |
| Хепи енд                                  | 1969   |
| Веселяци                                  | 1969   |
| Дяволът в черквата                        | 1969   |
| Петльовата пара                           | 1970   |
| Тримата глупаци                           | 1970   |
| Наследници                                | 1970   |
| Малкия и големия                          | 1970   |
| Чудното захарно петле                     | 1971   |
| Малка дневна музика                       | 1971   |
| Тримата глупаци – ловци                   | 1972   |
| Умно село                                 | 1972   |
| Тримата глупаци и автомобилът             | 1973   |
| Де факто                                  | 1973   |
| Тримата глупаци и кравата                 | 1974   |
| Музикалното дърво                         | 1976   |
| Тримата глупаци – педагози                | 1980   |
| Дъга                                      | 1981   |
| Близката далечина                         | 1981   |
| Гледна точка                              | 1983   |
| Пардон                                    | 1984   |
| Най-страшният                             | 1985   |
| Победителят                               | 1985   |
| Нарекохме ги Монтеки и Капулети           | 1985   |
| Покана за дуел                            | 1986   |
| Прастара история                          | 1986   |
| Съучастниците                             | 1987   |
| Котаракът Феликс                          | 1988   |
| Лесничей и бракониер I                    | 1988   |
| Тримата глупаци в бита и спорта (епизоди) | 1993   |
| Феър плей                                 | 1995   |
| Децата на кондора                         | 1996   |

## Лека нощ, деца
През 1975 – 1976 година Траянов работи с режисьора Августина Василева в един от двата творчески екипа, на които БНТ поверява цветните заставки на рубриката Лека нощ, деца. Заедно разработват пет от най-популярните версии на анимационните миниатюри. Част от сюжетите съдържат препратки към случки от живота на аниматора.

## Чичо Тони, Тримата глупаци и ДС
През 2013 г. се състои премиерата на „Чичо Тони, Тримата глупаци и ДС“ – документален филм на Весела Казакова и Мина Милева за работата на Траянов. Филмът предоставя детайли около живота му чрез интервюта със самия него и негови съмишленици, поставяйки събитията в контекста на комунистическа България по това време.
Антони Траянов умира преди филмът да е завършен.
Филмът получава международно признание и награди от международни фестивали за независимо кино, включително Royal Reel Award 2015 на Канадския международен филмов фестивал, Награда за най-добра режисура на Фестивала на независимото кино в Берлин, както и Бронзова палма на Mеждународния филмов фестивал в Мексико. В България филмът предизвиква острата реакция на Съюза на българските филмови дейци и опит за цензура с мотив „уронване престижа на легендарния режисьор и аниматор Доньо Донев“. В официално становище от управителния съвет на съюза отричат верността на твърдението че е налице опит за цензура.